# All on Account of a Ring
All on Account of a Ring è un cortometraggio muto del 1912. Il nome del regista non compare nei credits.

## Produzione
Prodotto dalla Eclair American.

## Distribuzione
Il film uscì nelle sale cinematografiche USA l'8 ottobre 1912, distribuito dall'Universal Film Manufacturing Company.